# 王明道反革命集团案

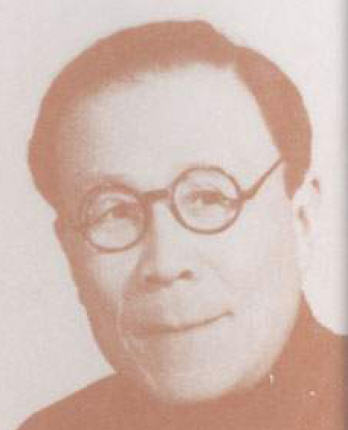
王明道（约摄于1950年代初）

王明道反革命集团案是1950年代中华人民共和国政府将王明道等反对“中国基督教三自爱国运动”的新教基督徒作为“反革命集团”进行镇压的一起政治案件，也是中华人民共和国宗教界三起重大“反革命集团”案件中的第一件，略早于龚品梅反革命集团案和倪柝声反革命集团案。

## 背景
1950年以后，中国共产党及其领导的中华人民共和国正在进行抗美援朝、土地改革和镇压反革命等三大运动，由于中美开战，西方传教士陆续被逐出中国大陆，中国基督教新教各大公会失去来自英美差会的支持，在政治形势变化并失去经济来源以后，迅速加入由中国新政府控制的三自爱国运动。1950年7月28日，吴耀宗等人在周恩来授意之下，联名发表《三自宣言》，要求各地基督徒签名，发起了这一运动。此时，只有一些中国基督徒创立的团体，如耶稣家庭、真耶稣教会和地方教会，认为自己早就实行了“三自”原则，基本未受政局影响，继续扩展。这几个团体虽然亦表示在爱国方面拥护三自原则，参加了1951年4月在北京召开的处理接受美国津贴的基督教团体会议，以及随之开始的控诉运动，但是并不为操纵三自的现代派所容，政府亦认为这些自立教会的危险性甚至高于有西方背景的教派，不久以后，这几个基督徒团体就在1950年代的几次政治运动中成为受打击的主要对象。1952年，耶稣家庭在土地改革中作为恶霸地主被镇压，地方教会领袖倪柝声作为资本家以经济罪名秘密逮捕。
与上述规模较大的中国自立教会不同，王明道（1900年-1991年）始终强烈抵制三自愛國运动。他是北京史家胡同基督徒会堂的创办人，这是一个独立教会，约有七八百人聚会。但是王明道通过發行《靈食季刊》以及外出讲道，在基要派信徒中具有相当影响力。王明道一贯激烈反對自由神学，称他们是不信派。中共政府开展三自愛國运动以后，他自认与西方差会无关，不需参加此一运动。他没有参加1951年4月的北京会议，他主持的北京基督徒会堂也不参加控诉运动，并著文批评一些基督徒为自保而卖主卖友的行为。他也在《靈食季刊》上，發表《真理呢，毒素呢？》（1954年）、《顺从人呢？顺从神呢？》（1954年）、《我们是为了信仰》（1955年）等文章，明確地反對現代派神學和三自教會，與當時的三自愛國运动領袖如吳耀宗、崔憲祥、丁光訓等進行辯論。1953年至1955年，中国各地陆续有很多已经加入三自的教会，受到王明道的影響，而退出三自。其中最重要的当属地方教会。1952年倪柝声被捕以后，10月20日，上海地方教会长老张愚之及北京地方教会长老阎迦勒前往拜会王明道，此后，大部分地方教会陆续退出三自。
1954年7月，中国基督教三自爱国运动委员会正式成立。政府也加紧步伐，争取仍未加入三自的基督教团体。在1954年9月会议中，王明道以不能与“不信派”为伍的理由，明确表示拒绝参加此一运动。
1955年5月18日，天津圣会所牧师、原基督徒会堂同工徐弘道因反对“三自”而被逮捕。

## 經過

### 第一次逮捕
1955年7月，从批判胡风开始，中国大陆各地展开了肃反运动，要求“肃清各种暗藏的反革命分子”。7月11日，三自委員會的官方刊物《天风》周刊发表社论《加强团结，明辨是非》，称王明道是“中国人民的罪人，教会的罪人，历史的罪人”。这篇社论出自上海市宗教事务处处长罗竹风之手，随后三自组织对王明道的大规模批判。凡是在基督徒会堂聚会的高校学生均被要求检举王明道的问题。北京医学院、协和医学院数名学生被捕，中国人民大学研究生吴德祥跳楼自杀。
8月7日，王明道在基督徒会堂最后一次讲道，题为《他们就是这样陷害耶稣》。8月8日凌晨，王明道和妻子刘景文被捕，被控以反革命罪。同时被捕者还有东大地福音堂的彭宏亮、交道口东大街基督徒聚会处的王镇等20人。9月14日，广州大马站福音会堂的林献羔、王国显、张耀生亦被指为王明道分子被捕。
政府对基督徒会堂的信徒施加压力，最后有407人转变，“与王明道反革命集团划清界限”。基督徒会堂在杨润民的带领下加入三自。
王明道入狱后，承认了很多罪名：包庇反革命、离间教徒与非教徒的关系和鼓励信徒与政府对立、破坏三反运动、破坏抗美援朝、破坏兵役法、对吴耀宗先生进行人身攻击、反对基督徒自己发起的三自爱国运动、破坏新婚姻法、破坏社会主义建设。这些罪名里除了反对三自运动，另外的都可以说是牵强附会、无限上纲，甚至荒诞无稽，比如他讲过“基督徒不可离婚”，这就构成了“破坏新婚姻法”的罪。他写了一份材料《立功赎罪计划》，答应“出監以后，帶領教會參加三自會”。

### 释放
1956年9月29日王明道被释放。次日到青年会，向100多名三自成员公开宣读自己的认罪材料。此后，他自认没有资格再讲道，离开基督徒会堂。

### 第二次逮捕
由于王明道没有履行在狱中與三自運動合作的允诺，1958年4月29日，王明道、刘景文夫妇又再次被捕入狱。有一说王明道与夫人第二次入狱是自己到北京市公安局投案自首，根据王长新《后四十年》来看，此说有误。而且他进监不久，听说天主教上海教区主教龚品梅被判无期徒刑，为了能获得轻判，于是又表示出监以后要参加“三自”。
1961年，北京市人民检察院起诉王明道为经教不改的反革命分子。1963年7月18日，王明道以反革命罪被判无期徒刑，刘景文被判有期徒刑十五年，法院确认王明道的罪行是竭力破坏全国基督徒发起的三自爱国运动，坚决与政府对抗。

## 事后
1963年王明道被正式判刑之后，全部推翻以往的口供。“文革”期间，他在监狱里面被别的犯人批斗，吃了不少苦头。
刘景文十五年刑期满后，又加上四年刑满劳动，直到1977年才被释放。王明道在入狱22年后，于1980年1月9日获释，到上海其长子王天铎处定居。1982年王明道欲写信要求平反，为妻子刘景文阻止。1984年以后在家中带领家庭教会，大概有四五十人，仍然不参加“三自”。1991年7月28日，王明道在家中去世，享年91歲。王明道夫妇合葬于苏州郊外东山华侨公墓。
2000年以后，王天铎为王明道就此案进行申诉，被驳回。

### 引用
1. ↑  王长新《又四十年》
2. ↑   王明道：《又四十年》第七章 的存檔，存档日期2007-02-26.
3. ↑  陈福中编《汪佩真传》第十九章：《被打成反革命分子》（陈福中著）
4. ↑  《天風》周刊26－27期社論：《加強團結，明辨是非》，1955年7月11日。
5. ↑  沈德溶：《在三自工作五十年》，77页。
6. ↑  王长新《又四十年》93页
7. ↑  王长新《后四十年》。